# Carl Rydell
Carl Rydell, född 24 maj 1859 i Karlskrona, död 8 oktober 1940 i Stockholm, var en svensk sjöman och navigationsskoleföreståndare.
Carl Rydell var son till korpralen Carl Johan Rydell. Han genomgick skeppsgosseskolan i Karlskrona 1873–1878 och var sedan sjöman och underofficer inom svenska flottan till 1887, då han för mindre gott uppförande degraderades och samma år till följd därav rymde till Hamburg. Under de följande åren tjänstgjorde han på handelsfartyg och avancerade från matros till styrman och egen befälhavare. På 1890-talet vistades han flera år på amerikanska västkusten, där han fiskade lax, jagade säl och havsutter, fraktade timmer och grävde guld i Alaska. 1903–1909 var han anställd vid amerikanska marinens kustbevakningstjänst på Filippinerna. Han utnämndes till fartygsinspektör där 1909 samt tillhörde åter kustbevakningen 1910–1912. När den statliga navigationsskolan i Manilla 1912 omorganiserades blev Rydell dess föreståndare. Han innehade befattningen till 1932, då han pensionerades och återvände till Sverige, där han var bosatt under sina sista år. Rydell publicerade genom E. Green 1924 en skildring på engelska av sitt äventyrliga liv. Den utgavs 1925 på svenska under titeln Carl Rydells äventyr. En sjömans självbiografi.